# Breitscheid (Hesse)
Breitscheid é um município da Alemanha, situado no distrito de Lahn-Dill, no estado de Hesse. Tem 31,74 km² de área, e sua população em 2019 foi estimada em 4.684 habitantes.